# Val-Cenis
Val-Cenis – gmina we Francji, w regionie Owernia-Rodan-Alpy, w departamencie Sabaudia. W 2013 roku liczba ludności wynosiła 2136 mieszkańców.
Gmina została utworzona 1 stycznia 2017 roku z połączenia pięciu ówczesnych gmin: Bramans, Lanslebourg-Mont-Cenis, Lanslevillard, Sollières-Sardières oraz Termignon. Siedzibą gminy została miejscowość Termignon.